# Alexander Götz

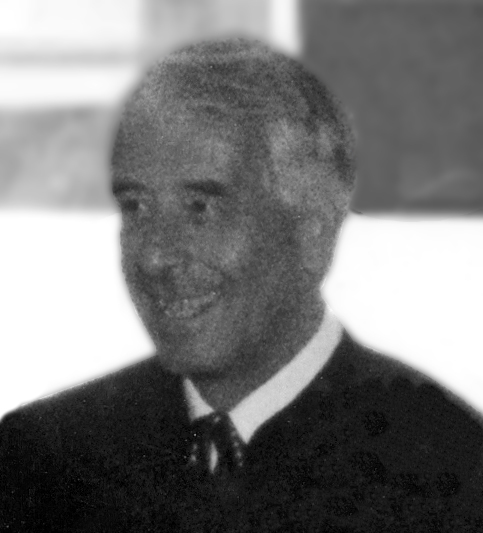
Dr. Alexander Götz (ca. 1987)

Alexander Götz (Graz 27 februari 1928 – aldaar, 18 januari 2018) was een Oostenrijks politicus (FPÖ).

## Biografie
Hij bezocht het gymnasium in zijn geboortestad en studeerde achtereenvolgens werktuigbouwkunde (ingenieursdiploma in 1953), en rechten en staatsrecht (promoties in 1956 en 1958). In 1955 sloot hij zich aan bij de FPÖ. In 1958 werd hij in de gemeenteraad van Graz gekozen. Van 1964 tot 1973 was hij loco-burgemeester. In 1973 werd hij met steun van de ÖVP tot burgemeester van Graz gekozen en kwam er een einde aan de hegemonie van de SPÖ. Götz bleef tot 1983 burgemeester.
Van 1964 tot 1983 werd hij partijleider van de FPÖ in de deelstaat Stiermarken. In 1978 werd de conservatieve nationalist Götz gekozen tot bondsvoorzitter van de FPÖ en volgde daarmee de meer liberaal-gezinde Friedrich Peter op. Hij kon aanvankelijk echter ook bogen op de steun van de liberale vleugel van de partij. Tijdens het kortstondige voorzitterschap van Götz (1978-1979) trad de FPÖ dan ook toe tot de Liberale Internationale. Als partijleider intensiveerde hij de contacten met de ÖVP in de hoop dat na de verkiezingen van 1979 een coalitie van ÖVP en FPÖ kon worden gevormd. De bescheiden winst van één zetel die de FPÖ onder Götz in 1979 boekte maakte aan deze aspiraties direct een einde. Wel werd Götz bij deze verkiezingen in de Nationale Raad gekozen en maakte hij korte tijd deel uit van de FPÖ-fractie en trad zelfs op als fractievoorzitter. In december 1979 trad Götz als voorzitter af en maakte plaats voor de liberaal Norbert Steger.
Nadat hij in 1983 niet herkozen werd tot burgemeester beëindigde Götz zijn politieke loopbaan en was nadien werkzaam in het bedrijfsleven. Bij de gemeenteraadsverkiezingen van 2017 was hij lijstduwer.
Hij overleed in 2018 op 89-jarige leeftijd.